# 푸엔테알토
푸엔테알토(스페인어: Puente Alto)는 칠레 산티아고 수도주 코르디예라 현의 코무나이다.